# 1352
1352 (MCCCLII) a fost un an bisect al calendarului iulian, care a început într-o zi de marți.

## Evenimente
- octombrie: Bătălia de la Didymoteicho (Grecia), prima bătălie importantă din Europa între otomani și europeni.

## Nașteri
- 5 mai: Rupert, Rege romano-german rege romano-german (d. 1410)
- dată necunoscută: Viridis Visconti  (d. 1414)

## Decese
- Basarab I, domnitorul Țării Românești (1310-1352), (n.c. 1270)